# وادي هتان (المخادر)

تعديل مصدري - تعديل

وادي هتان هي إحدى قرى عزلة الشرف بمديرية المخادر التابعة لمحافظة إب، بلغ تعداد سكانها 278 نسمة حسب تعداد اليمن لعام 2004.